# Andrew Yang
Andrew Yang (Schenectady, 13 gennaio 1975) è un imprenditore e filantropo statunitense, fondatore dell'organizzazione non-profit Venture for America.
Nel 2021, ha fondato il Forward Party, di cui è co-presidente insieme all'ex-governatore del New Jersey Christine Todd Whitman.

## Biografia
Nato a Schenectady da genitori provenienti da Taiwan, Yang si è diplomato presso la Phillips Exeter Academy e ha conseguito una laurea in Economia alla Brown University e una in Legge presso la Columbia University.

### Carriera imprenditoriale
Nel 1999, terminati gli studi alla Columbia University, Yang inizia la sua carriera come avvocato aziendale presso Davis Polk & Wardwell a New York, lasciando l'azienda l'anno successivo per lanciare Stargiving.com, un sito web per la raccolta di fondi filantropici affiliati a celebrità. Successivamente Yang è entrato a far parte di una startup di software per la sanità, MMF Systems, Inc., in qualità di vicepresidente.
Dopo aver lavorato nel settore sanitario per quattro anni, Yang si unisce a una piccola società di preparazione dei test, la Manhattan Prep, di cui diventa amministratore delegato nel 2006. Yang ha rassegnato le dimissioni da presidente della società all'inizio del 2012.
A seguito dell'acquisizione di Manhattan Prep alla fine del 2009, Yang ha iniziato a lavorare alla creazione di una nuova organizzazione non-profit chiamata Venture for America (VFA), fondata nel 2011 con la missione "creare opportunità economiche nelle città americane mobilitando la prossima generazione di imprenditori e dotandoli delle competenze e delle risorse di cui hanno bisogno per creare posti di lavoro". La strategia di VFA era quella di reclutare i migliori diplomati della nazione in un programma di borse di studio biennale in cui avrebbero lavorato come apprendisti presso promettenti start-up nelle città statunitensi. Nel marzo del 2017 Yang si è dimesso da amministratore delegato di VFA.

### Candidato alle presidenziali 2020
Da sempre membro del Partito Democratico, nel mese di novembre del 2017 Yang annuncia la sua intenzione di correre alle primarie democratiche per decidere chi sarà il candidato del partito alle elezioni presidenziali del 2020. Yang è il terzo cittadino statunitense di ascendenza estrema orientale a correre per la Casa Bianca dopo Hiram Fong e Patsy Mink. I suoi sostenitori sono stati chiamati "Yang Gang". Ha partecipato a vari dibattiti democratici prima ancora dell'inizio delle primarie ma l'11 febbraio 2020 si ritira in seguito ai fallimentari risultati nelle primarie in Iowa e New Hampshire. Tra le celebrità che hanno supportato Andrew Yang nella sua campagna presidenziale vi sono Donald Glover, Elon Musk, Nicolas Cage, Teri Hatcher e Dave Chappelle.

### Candidatura a sindaco di New York

Logo per la campagna 2021 a sindaco di New York di Yang

Dopo la sospensione della campagna presidenziale nel febbraio 2020, Yang è stato considerato come un potenziale candidato per le elezioni del 2021 a sindaco di New York in sostituzione di Bill de Blasio, con Yang che si è mostrato favorevole all'idea. I sondaggi del New York Post hanno mostrato che il 20% dei cittadini newyorkesi sono disposti a sostenere la sua candidatura.

## Posizioni politiche

### In politica interna

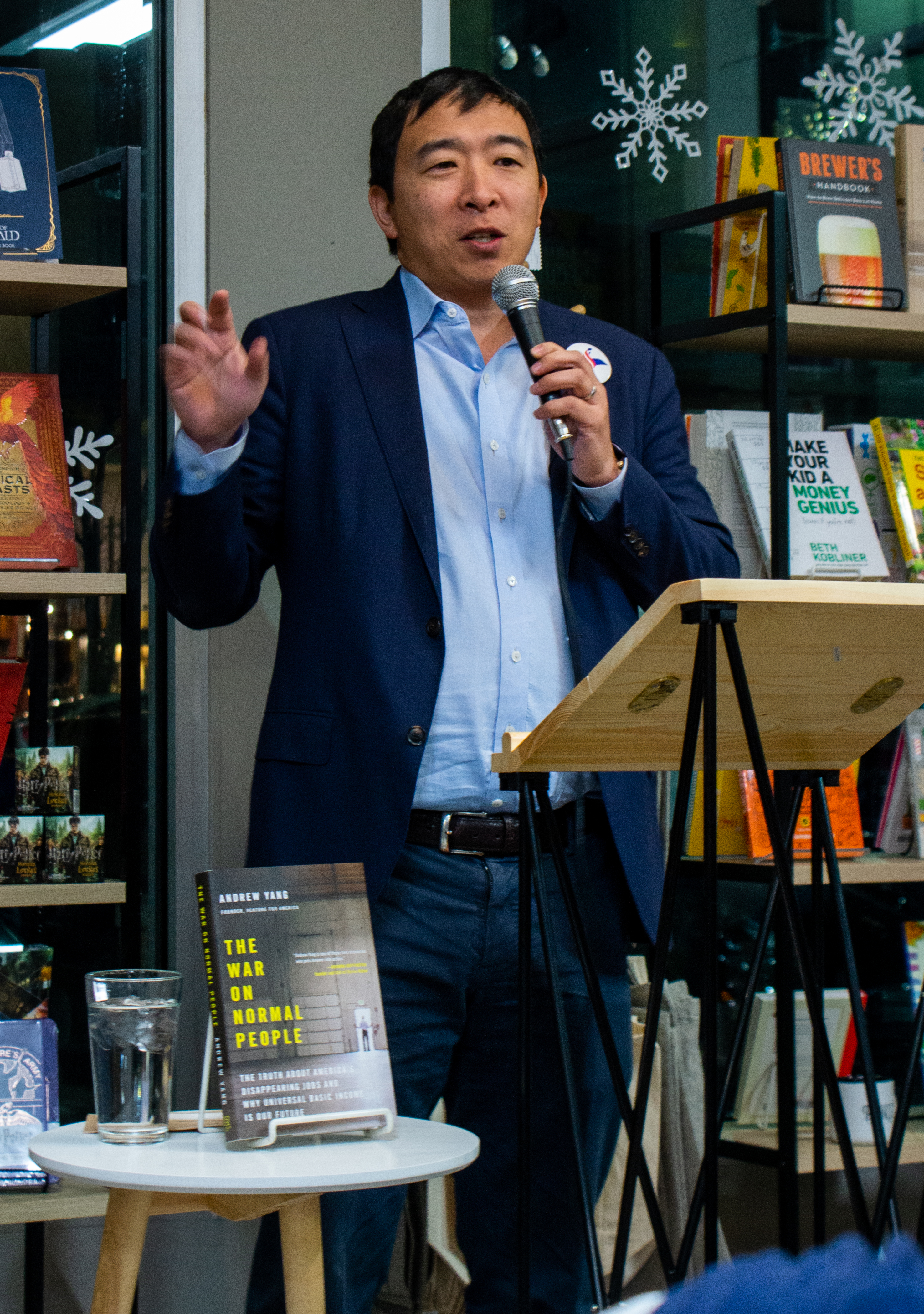
Intervento di Yang nel New Hampshire nel gennaio 2019. Il suo libro, The War on Normal People, è davanti a lui.

Nell'aprile 2018, Yang ha pubblicato The War on Normal People, incentrato in gran parte sulle sue idee politiche. Fondamentale nella sua campagna è la proposta di un "freedom dividend", un reddito di cittadinanza mensile di 1.000 dollari a ogni cittadino statunitense dai 18 anni ai 64 anni in risposta all'automazione tecnologica. Secondo Yang, i benefici di questa forma di reddito base universale (UBI) includono "persone più sane, persone meno stressate, persone meglio istruite, comunità più forti, più volontariato, più partecipazione civica. Non vi è burocrazia associata perché non è necessario verificare se le situazioni cambiano". Citando le previsioni del Roosevelt Institute, Yang sostiene che il reddito di cittadinanza "creerebbe fino a 2 milioni di nuovi posti di lavoro nelle comunità [americane]".
Yang propone un'imposta sul valore aggiunto per finanziare il "freedom dividend" e combattere l'elusione fiscale da parte delle grandi società americane. Sostiene che la diminuzione del lavoro dovuta all'automazione è stata il motivo principale per cui Donald Trump ha vinto le elezioni presidenziali del 2016, affermando che sulla base dei dati "esiste una linea retta tra l'adozione di robot industriali in una comunità e il movimento verso Donald Trump". Ha anche dichiarato di essere diventato un sostenitore di questo reddito dopo aver letto il libro del futurista americano Martin Ford, Rise of the Robots: Technology and the Threat of a Jobless Future, che tratta dell'impatto dell'automazione e dell'intelligenza artificiale sul mercato del lavoro. Ritiene che il reddito di cittadinanza sia una politica più praticabile dei programmi di riqualificazione professionale, citando gli studi secondo cui la riqualificazione professionale dei lavoratori manifatturieri sfollati nel Midwest ha registrato percentuali di successo dello 0-15%. Il suo slogan della campagna è "Humanity First", la sua convinzione è che l'automazione di molti settori chiave sia una delle maggiori minacce per la forza lavoro americana.
L'altro elemento importante della piattaforma di Yang è quello che chiama "capitalismo centrato sull'uomo". Ha chiarito di sostenere lo spirito del Medicare for All, mantenendo comunque l'opzione dell'assicurazione privata. Il suo obiettivo è "dimostrare al popolo americano che l'assicurazione privata non è ciò di cui ha bisogno" e che Medicare for All è "superiore all'assicurazione attuale". La sua proposta politica tuttavia non si impegna a favore di Medicare for All, né contiene un'opzione pubblica e si concentra invece sulla riduzione dei costi e sull'espansione della copertura.
Yang sostiene l'aumento dei cosiddetti "dollari della democrazia": i cittadini ricevono ciascuno 100 dollari ogni anno, "utilizzali o perdili", da dare ai candidati nelle elezioni. Vuole inoltre abbassare l'età del voto nazionale a 16 anni. Sostiene anche la legalizzazione della cannabis e la depenalizzazione degli oppioidi (compresa l'eroina) per uso personale, ma non supporta la legalizzazione o la depenalizzazione della cocaina. Ha citato la politica portoghese sulle droghe come prova dell'efficacia della propria politica. Yang sostiene una tassa sul carbone (carbon tax) e chiede il ritorno degli Stati Uniti nell'accordo sul clima di Parigi. Sostiene l'energia nucleare e la legislazione che vieta la discriminazione basata sull'orientamento sessuale e l'identità di genere. Propone di creare un dipartimento incentrato sulla regolamentazione della dipendenza dei media digitali, nominando uno psicologo della Casa Bianca, rendendo il giorno delle elezioni una festa nazionale e, per arginare la corruzione, aumentando gli stipendi dei regolatori federali ma limitando il loro lavoro privato dopo che hanno il servizio pubblico. È anche favorevole alla legalizzazione del poker online in tutti i 50 stati, il "primo candidato" a farlo secondo Card Player.

### In politica estera
Yang ritiene che Israele "è un alleato molto, molto importante". Per quanto riguarda il conflitto israelo-palestinese, vuole una "soluzione a due stati che consenta sia al popolo israeliano che a quello palestinese di avere terra sovrana e autodeterminazione". Ha definito l'Iran una "forza destabilizzante nella regione", ma ha sostenuto l'accordo nucleare di Obama con l'Iran. Yang ha criticato il trattamento della Cina nei confronti della sua minoranza musulmana uigura e la "posizione più aggressiva della Cina in tutta la regione, sia verso Hong Kong, Taiwan e nel Mar Cinese Meridionale". Ha anche espresso sostegno per le proteste di Hong Kong del 2019.
Si è inoltre dichiarato contrario al sostegno militare degli Stati Uniti alla campagna militare a guida saudita in Yemen e ha sostenuto una politica più aggressiva nei confronti della Russia: "La Russia è la nostra più grande minaccia geopolitica, perché i russi hanno hackerato con successo la nostra democrazia". Yang ha scritto al Council on Foreign Relations:

## Vita privata
A partire dal 2018 Yang vive a New York con la moglie Evelyn Lu e due figli, il maggiore dei quali è autistico. Yang frequenta la Chiesa riformata di New Paltz.

## Opere
- Smart People Should Build Things: How to Restore Our Culture of Achievement, Build a Path for Entrepreneurs, and Create New Jobs in America, in HarperCollins, 4 febbraio 2014, ISBN 978-0-06-229204-9.
- The War on Normal People: The Truth About America's Disappearing Jobs and Why Universal Basic Income Is Our Future, in Hachette Books, 3 aprile 2018, ISBN 978-0-316-41424-1.